# ヤマンタウ山
ヤマンタウ山(バシキール語: Ямантау, ロシア語: гора Ямантау)は、ウラル山脈にある山である。ロシア連邦、バシコルトスタン共和国ベロレツキー地区に所在する標高1,640 m (5,381 ft)で南ウラルで最も高い山である。
アメリカが、この山の地下にロシア軍の秘密基地があると推測していることで有名である。

## 名前
バシキール語で「魔の山」、もしくは「邪悪な山」を意味する。
沼や岩場（en:Stone run）が多く、牛の放牧に向かず、熊も多く生息し、ここに行くと馬が死ぬと信じられたからだとされる。

## アメリカからの疑惑
アメリカは、北600 km先にあるコスビンスキー山と共にロシア軍の秘密核施設・掩体壕であると推察している。アメリカの衛星写真は、ソビエト連邦の崩壊後と1990年代後半に大規模な掘削を行っている形跡を観測している。Beloretsk-15（ベロレック15）とBeloretsk-16の2駐屯地が建築に関わり、さらに Alkino-2 も関わった可能性がある。これらの駐屯基地は1995年に閉鎖都市メジゴーリエに統合され、駐屯地にはそれぞれ3万人の労働者が収容され、大規模な鉄道が運行しているとされている 。
ロシアは、この疑惑に対して「採掘場、ロシアの宝物庫、食料保管所、核戦争時の指導者用バンカー」であると繰り返し行われる質問に異なる回答をしている。1996年の質問では、「ロシアの安全を高めるための物である」と回答している 。